# Acanthodactylus felicis
Espèce
Statut de conservation UICN

 VU B1ab(iii) : Vulnérable
Acanthodactylus felicis est une espèce de sauriens de la famille des Lacertidae.

## Répartition
Cette espèce se rencontre au Dhofar en Oman et au Yémen.

## Publication originale
- Arnold, 1980 : The scientific results of the Oman flora and fauna survey 1977 (Dhofar). The reptiles and amphibians of Dhofar, southern Arabia. Journal of Oman studies special report n. 2, p. 273-332.